# Rogério Hetmanek
Rogério Hetmanek (ur. 2 sierpnia 1948 w Rio de Janeiro) – brazylijski piłkarz, występujący podczas kariery na pozycji napastnika.

## Kariera klubowa
Rogério Hetmanek swoją piłkarską karierę rozpoczął w klubie Botafogo FR w 1966. Z Botafogo dwukrotnie zdobył mistrzostwo stanu Rio de Janeiro – Campeonato Carioca w 1967 i 1968 oraz Taça Brasil w 1968. W latach 1971–1974 występował we CR Flamengo. W barwach rubro-negro zadebiutował 8 sierpnia 1971 w przegranym 0-1 meczu ze Sportem Recife zadebiutował w lidze brazylijskiej. Również w barwach Flamengo 25 maja 1974 w przegranym 1-2 meczu z Coritibą Rogério po raz ostatni wystąpił w lidze. Ogółem w latach 1971–1974 rozegrał w lidze 49 spotkań, w których strzelił 5 bramek.Ostatnim klubem w karierze było ponownie Botafogo, w którym zakończył karierę w 1975.

## Kariera reprezentacyjna
Rogério Hetmanek w reprezentacji Brazylii zadebiutował 12 kwietnia 1970 w zremisowanym 0-0 towarzyskim meczu z reprezentacją Paragwaju. Ostatni raz w reprezentacji Rogério wystąpił 4 października 1970 w wygranym 5-0 towarzyskim meczu z reprezentacją Chile.
| Mecze i gole w reprezentacji | Mecze i gole w reprezentacji | Mecze i gole w reprezentacji | Mecze i gole w reprezentacji | Mecze i gole w reprezentacji | Mecze i gole w reprezentacji | Mecze i gole w reprezentacji |
| #                            | Data                         | Miasto                       | Przeciwnik                   | Gol                          | Wynik                        | Rozgrywki                    |
| ---------------------------- | ---------------------------- | ---------------------------- | ---------------------------- | ---------------------------- | ---------------------------- | ---------------------------- |
| 1.                           | 12.04.1970                   | Rio de Janeiro               | Paragwaj                     |                              | 0:0                          | towarzyski                   |
| 2.                           | 29.04.1970                   | Rio de Janeiro               | Austria                      |                              | 1:1                          | towarzyski                   |
| N1.                          | 09.06.1970                   | Guadalajara                  | Guadalajara                  |                              | 3:0                          | towarzyski                   |
| 3.                           | 04.10.1970                   | Santiago                     | Chile                        |                              | 5:0                          | towarzyski                   |